# Don't Let Me Down (비틀즈의 노래)
〈Don't Let Me Down〉(돈 렛 미 다운)는 1969년 4월 11일 발표된 비틀즈 (with 빌리 프레스턴)의 싱글 〈Get Back〉의 B 사이드 수록곡이다. 존 레논에 의해 작사 · 작곡 됐지만 레논-매카트니의 명의로 크레디트되어 발표됐다.

## 배경 및 작곡
레논이 요코에게 전하는 슬픈 사랑 노래로 매카트니에 의하면 진정한 탄원의 곡이다. 매카트니는 이 곡에 관하여, 레논이 요코에게 "난 정말 한계를 넘어섰다. 난 정말 나의 허약함을 드러내고만 있다. 그러니 당신은 날 저버리면 안된다"라고 말하는, 진정한 탄원이라고 설명했다. 매카트니는 이 곡이 레논의 강렬한 삶을 반영한다고 믿었다.
2차 세계 대전의 참화 속에서 선원이었던 존의 아버지 프레디는 소식이 1년 넘게 두절되었고, 이로 인해 존의 어머니 줄리아는 생계를 위해 재혼을 할 수 밖에 없었다. 이후 아버지 프레디는 돌아왔지만 모든 것을 포기한 채 뉴질랜드에서 새로운 삶을 시작했다. 존은 어머니와 살겠다고 아버지의 손을 끝내 뿌리쳤지만 이미 다른 남자의 아내가 되어버린 어머니도 존을 데리고 살 수 있는 처지는 아니었다. 하지만 오래전부터 존에게 남달리 애틋한 사랑을 품고 있었던 줄리아의 언니이자 이모였던 이모 미미가 존을 맡겠다고 자청했다. 결국 존은 다섯 살 때부터 리버풀 울튼구에 사는 이모의 집에서 살며 이모부 조지 스미스와 이모 미미 스미스의 손에서 자랐다.
존은 자식이 없던 스미스 부부로부터 친자식 이상의 사랑을 받으며 자랐지만 마음 한 구석에는 부모에게 버림받았다는 아픈 기억이 자리잡고 있었다. 존은 특히 어머니에 대한 그리움을 간직한 채 유년 시절을 보냈다. 하지만 존이 어느 정도 성장하여 어머니와의 관계가 좋아질 무렵인 1958년 7월 15일 줄리아는 비번이었던 경찰의 차에 치어 세상을 떠났다. 현장에서 이 사건을 목격한 존은 치유할 수 없는 깊은 마음의 상처를 받는다.
이러한 유년 시절의 상처로 인해 레논의 음악에는 사랑에 대한 갈망과 사랑하는 사람으로부터 버림받는 것에 대한 두려움이 많이 나타나 있다. 요코와 사랑에 빠져 있던 시기에 만든 〈Don't Let Me Down〉도 마찬가지의 곡으로 연인 요코가 떠나버리는 것에 대한 두려움이 나타나 있다.
| “ | 날 저버리지 말아주세요 / 그녀만큼 날 사랑해 준 이는 아직 없습니다 / 누군가 그녀만큼 날 사랑해준다면 이렇게 외롭지는 않을 텐데 / 날 저버리지 말아주세요 / 태어나서 처음 해보는 사랑이에요 절대로 놓치지 않을 겁니다 / 영원히 끝나지 않을 사랑이에요 과거 따위는 상관없는 사랑이죠 (Don't let me down, / Nobody ever loved me like she does, Oh, she does, Yeah, she does. / And if somebody loved me like she do me, Oh, she do me, Yes, she does. / Don't let me down, / I'm in love for the first time, Don't you know it's gonna last? / It's a love that lasts forever, It's a love that has no past,) | ” |
|   | — Don't Let Me Down의 전반부 가사 |   |

당시 레논은 새로운 연인 요코와의 흡수적인 관계, 그리고 밴드 내 다른 멤버들과의 관계를 통해 사랑의 차원에서 논쟁의 여지가 있는 사랑의 관계를 언론에 흘릴 수 밖에 없었고 이로 인해 부분적으로 악화되고 있었다. 그리고 이 모든 것은 헤로인에 대한 그의 의존과 관련이 있었다.

## 녹음 및 발매
애비로드 스튜디오에서 행해진, 통칭 Get Back 세션에서 비틀즈는 이 곡의 여러 버전을 녹음했다. 이 중 1969년 1월 28일 녹음된 버전은 그해 4월과 5월, 차례로 영국과 미국에서 싱글 《Get Back》의 B면 트랙으로 발표됐고, US 차트 최고 35위를 기록했다. 이후 이 버전은 비틀즈의 편집 앨범들 《Hey Jude》, 《1967-1970》, 그리고 《Past Masters Volume 2》, 그리고 《Mono Masters》에 포함됐으며 1988년 개봉된 다큐멘터리 영화 《존 레논의 이메진》의 사운드 트랙 《Imagine: John Lennon》에도 수록되게 된다.
Get Back 셰션 음원들은 1970년 3월 미국인 프로듀서 필 스펙터에게 건네져 다듬어졌고, 《Let it be》 라는 이름의 앨범으로 1970년 5월 발표됐다. 하지만 〈Don't Let Me Down〉은 《Let It Be》 앨범에서 제외됐다. 원래 〈Don't Let Me Down〉도 《Let it be》 앨범에 포함될 예정의 곡이었으나, Get Back 세션이 재검토 되면서 필 스펙터에 의해 제외됐다. 2003년 발표된 앨범 《Let It Be... Naked》에는 《Let it be》 앨범에서 제외됐던 〈Don't Let Me Down〉이 1969년 1월 30일 애플 본사에서 행해진 옥상 라이브 공연 버전으로 수록되어 있다. 1970년 5월 개봉된 마이클 린드세이-호그 감독의 영화 《Let It Be》에서도 볼 수 있지만, 옥상 라이브 1회 째의 연주 중 존이 도중에 가사를 잊어버려 순간 재치를 발휘해 틀린 가사를 붙혀 노래 부르고 있기 때문에, 그 부분을 2회째의 연주로 바꿔 편집했다고 한다. (영화 《Let It Be》는 비틀즈의  Get Back 세션과 마지막 라이브 공연을 기록하고 있는 다큐멘터리 영화이다.)

## 수용 및 유산
올뮤직의 리치 언터베르거는 이 곡에 대해 "레논과 요코의 사랑을 구현하고 있으며 영혼의 엑스터시에 도달한 레논의 목소리로 인해 비틀즈의 가장 강력한 사랑 노래들 중 하나로 평가된다"라며 칭찬했다. 올뮤직의 스티븐 토마스 얼와인은 이 곡을 가리켜 "찢어지게 아픈 소울"로서 표현했다. 로이 카와 토니 타일러는 이 곡에 대해 "고통 전문가 존 레논의 훌륭한 울부짐과 비참한 시선이 느껴지는 곡으로 여전히 가장 과소평가된 비틀즈의 노래"라며 칭찬했다. 음악평론가 이언 맥도널드는 이 곡에 대해 "존의 최신 스타일 비틀즈 음반 중 최고의 노래"라며 칭찬했다. 미국의 음악 학자 앨런 W. 폴랙은 이 곡에 대해 "베이스와 리드 기타에 의한 대체 절 사이 옥타브로 연주되는 대위법 멜로디는 비틀즈의 어느 곡에서나 볼 수 있는 신기하고 특이한 악기 터치"라며 칭찬했다.

## 수록 앨범
〈Don't Let Me Down〉은 싱글 〈Get Back〉의 B면 수록곡으로 발표되었지만 비틀즈의 편집 앨범에 많이 출연했다.
| 앨범                                 | 년도 | 레이블             |
| ------------------------------------ | ---- | ------------------ |
| Hey Jude                             | 1970 | 애플               |
| 1967-1970                            | 1973 | 애플               |
| Past Masters Volume 2                | 1988 | 캐피틀/EMI         |
| Past Masters                         | 1988 | 캐피틀/EMI         |
| Get Back and 22 Other Songs (부트렉) | 1991 | 옐로우 도그 레코드 |
| The Beatles CD Singles Collection    | 1993 | EMI                |
| Artifacts II 1960-1969               | 1994 | 빅 뮤직            |
| The Ultimate Box Set                 | 1995 | 캐피틀             |
| The Get Back Journals II (부트렉)    | 1995 | 비고톤             |
| Let It Be... Naked                   | 2003 | 애플/EMI           |
| The Beatles Stereo Box Set           | 2009 | 애플/EMI           |

## 커버
- 1969년, 딜라드 앤 클라크
- 1969년, 마샤 그리피스
- 1969년, 해리 제이 올스타즈
- 1970년, 벤 E. 킹
- 1971년, 샤를로트 다다
- 1972년, 클로다인 런짓
- 1974년, 배드 컴퍼니
- 1976년, 피비 스노우
- 1987년, 프리텐더스
- 1988년, 이마와노 키요시로 & 나카이도 레이치
- 1990년, 레 지노상
- 1990년, 홀 & 오츠
- 1992년, 애니 레녹스
- 1992년, 샌드맨
- 1996년, 더 블랙 크로우스
- 1993년, 라이언 패리스
- 1998년, 리드
- 1996년, 리카도 캘리언트
- 1999년, 가비지
- 1999년, 진

- 2000년, 매치박스 트웬티
- 2001년, 스테레오포닉스
- 2001년, 즈완
- 2003년, 폴 웰러
- 2004년, 그렉 브라운
- 2004년, 미켈 에렌춘
- 2004년, 크라운 오브 쏜스
- 2006년, 플란타 & 라이즈
- 2006년, 에마 도마
- 2007년, 아론 섯클리프
- 2007년, 데이너 푸치스 & 마틴 루더 맥코이
- 2007년, 자포니칸스
- 2007년, 토니 사르노
- 2008년, 마룬 5
- 2009년, 수잔 마샬
- 2011년, 애그로라이츠
- 2012년, 캐리어 피진스
- 2012년, 마이클 오치핀티 & 샤인어스
- 2012년, 애덤 리바인
- 2012년, ST

- 2013년, 레이드 제이미슨
- 2014년, 레이철 레어카
- 2014년, 존 메이어 & 키스 어번
- 2014년, 택헤드
- 2014년, 파올로 누티니
- 2015년, 메간 린제이 & 폴 파우
- 2015년, 하일리 라인하르트 & 앤더스 그랜
- 2015년, 크리스 스테이플턴 & 쉐릴 크로 & 브랜든 플라워스
- 2015년, 블루스 테이프
- 2015년, 패서노우머
- 2016년, 헬멧헤즈
- 2017년, 사우스클럽

## 참여 인원
- 존 레논 – 리드 보컬, 리듬 기타
- 폴 매카트니 – 베이스 기타, 하모니 보컬
- 조지 해리슨 – 리드 기타, 백킹 보컬
- 링고 스타 – 드럼
- 빌리 프레스턴 - 일렉트릭 피아노

이언 맥도널드의 참여 인원
조지 마틴과 그린 존스의 혼란스러운 역할로 인해 공식적으로 프로듀서의 크레디트는 발매 싱글에 포함되지 않았다. 그러나 편집 음반 《1967-1970》에서는 조지 마틴이 이 곡의 프로듀서로 크레디트 됐다.

## 참고 문헌
- “Don't Let Me Down”. 《The Beatles Bible》. 2008년 8월 17일에 확인함.
- Carr, Roy; Tyler, Tony (1975). 《The Beatles: An Illustrated Record》. New York: Harmony Books. ISBN 0-517-52045-1.
- Hal Leonard Publishing Corporation, 편집. (1993). 《The Beatles – Complete Scores》. Milwaukee: Hal Leanord. ISBN 0-7935-1832-6.
- Lewisohn, Mark (1988). 《The Beatles Recording Sessions》. New York: Harmony Books. ISBN 0-517-57066-1.
- MacDonald, Ian (2005). 《Revolution in the Head: The Beatles' Records and the Sixties》 Seco Revis판. London: Pimlico (Rand). ISBN 1-84413-828-3.
- Miles, Barry (1997). 《Paul McCartney: Many Years From Now》. New York: Henry Holt and Company. ISBN 0-8050-5249-6.
- Sheff, David (2000). 《All We Are Saying: The Last Major Interview with John Lennon and Yoko Ono》. New York: St. Martin's Press. ISBN 0-312-25464-4.
- “SPFC.org tour history listing for performances of "Don't Let Me Down"”. 2008. 2012년 9월 21일에 원본 문서에서 보존된 문서. 2008년 7월 30일에 확인함.
- Unterberger, Richie (2007). [(영어) https://www.allmusic.com/song/t4935927 “Review of 'Don't Let Me Down'”] |url= 값 확인 필요 (도움말). Allmusic. 2007년 2월 25일에 확인함.
- Viglione, Joe (2010). [(영어) https://www.allmusic.com/album/r70182/review “Review of It Seems Like Snow”] |url= 값 확인 필요 (도움말). 《Allmusic》. 2010년 2월 2일에 확인함.
- Wallgren, Mark (1982). 《The Beatles on Record》. New York: Simon & Schuster. ISBN 0-671-45682-2.